# حول قريش (السبرة)

تعديل مصدري - تعديل

حول قريش محلة تابعة لقرية القفل، التابعة لعزلة عينان بمديرية السبرة إحدى مديريات محافظة إب في الجمهورية اليمنية.، بلغ تعداد سكانها 23 حسب تعداد اليمن لعام 2004.